# Sint-Jozefkapel (Berverath)
De Sint-Jozefkapel (Duits: Kapelle St. Josef) is een rooms-katholiek kerkgebouw in het dorp Berverath, een stadsdeel van Erkelenz in Noordrijn-Westfalen. 
Alhoewel de kerk op de gemeentelijke monumentenlijst staat ingeschreven, zal het kerkgebouw volgens planning samen met de rest van het dorp na 2025 worden afgebroken in verband met de uitbreiding van Garzweiler.

## Geschiedenis
De kapel werd tussen 1909 en 1912 als eenschepige zaalkerk met een driezijdig gesloten koor en dakruiter in de neobarokke stijl gebouwd. Opdrachtgever was de dorpsbewoner Joseph Jansen, die voor de bouw eveneens een stuk grond ter beschikking stelde.
In 1912 schonk hij in een brief de kapel aan de Heilig Kruisparochie van Keyenberg, waartoe het dorp behoorde. Pas in 1913 werd de schenking na aanvankelijke aarzelingen aangenomen, omdat de toenmalige pastoor bang was dat de bevolking van Berverath niet meer naar de kerk van Keyenberg zou komen.

## Inrichting
De kapel bezit een neobarok hoogaltaar en een houten communiebank. Verder staan er twee beelden opgesteld van Sint-Jozef en de Moeder Gods met het Jezuskind. Ook de banken en de vloer zijn nog oorspronkelijk en stammen uit de bouwperiode. De vensters werden in 1962 door Will Völker gemaakt.
Sinds 2012 bevindt zich weer een kruisweg in de kapel. Het is een reproductie van een oudere kruisweg die wegens schade als gevolg van inwerkend vocht in de jaren 1950 uit de kerk werd verwijderd.